# 深沢史朗
深沢 史朗（ふかざわ しろう 1907年2月26日 - 1978年4月20日）は、日本の画家、版画家。あっけらかんとしたエロスと力強さを備えた作品を送り出した。

## 経歴
1907年、栃木県武茂村（現那珂川町）に生まれる。1925年、画家を志して川端画学校に入学、1926年からは梅原龍三郎の弟子となり油彩画を学ぶ。晩年の1959年には新樹会に参加して油彩画を発表するが、高い評価を得るようになったのは1965年に版画の発表してからとなった。1966年の第5回東京国際版画ビエンナーレ展で『生命の詩その1』が入選、1970年にポーランドのクラクフ国際版画ピエンナーレ展で『Time　Ⅸ』がポズナン市賞を得る実績を残したほか、海外の国際展に多数の作品を出品した。
1978年4月20日、脳髄膜炎のため東京都豊島区の鬼子母神病院にて死去。71歳。